# Sodade
Ne doit pas être confondu avec Saudade (chanson).
Sodade est une chanson de coladeira du Cap-Vert écrite dans les années 1950 par Armando Zeferino Soares (en) et popularisée par le chanteur angolais Bonga sur son album Angola 74 (1974), puis, au niveau mondial, par la chanteuse cap-verdienne Cesária Évora sur son album Miss Perfumado (1992).
Le titre est la variante cap-verdienne du terme portugais « saudade ».

## Reprises
- Hélène Ségara avec sa chanson “Qu’est-ce qu’on va faire avec ce monde ?” en 2008.
- Reniss dans l'album Reniss Chante Les Classiques en 2017[3]
- Guillaume Hoarau en 2020[4]